# Carl Gottlieb Strauß
Carl Gottlieb Strauß (* 6. April 1743 in Danzig; † 11. Juli 1790 ebenda) war ein deutscher evangelischer Geistlicher und Pädagoge.

## Leben
Carl Gottlieb Strauß wurde als Sohn des Benjamin Strauß, Ratsherr in Danzig, geboren. Er erhielt anfangs Unterricht durch Hauslehrer und besuchte ab 1760 das Akademische Gymnasium Danzig. Dort hörte er unter anderem Vorlesungen bei Gottfried Less, außerordentlicher Professor der Theologie; er entwickelte bereits damals eine Neigung zur Philosophie, die durch Michael Christoph Hanow noch gefördert und unterstützt wurde.
1764 begann er sein Theologie- und Philosophie-Studium an der Universität Jena. Er trat dort in die philosophische Gesellschaft unter dem Vorsitz von Professor Johann Gottlieb Waldin (1728–1795) ein, bei der Gelegenheit wurde seine Abhandlung Von der nöthigen Behutsamkeit beym Tadel der Libellatiker. Er war auch ein Mitglied des Disputatoriums des Professor Johann Ernst Immanuel Walch und wurde durch seine gedruckte Rede De commodis et incommodis studii singularitatis, quod in societatibus regnare solet in die Lateinische Gesellschaft aufgenommen. Nach einem vierjährigen Studium beendete er 1768 seinen Aufenthalt in Jena als Dr. phil.
Nach seiner Rückkehr nach Danzig predigte er in der Folge fünf Jahre lang, bis ihm 1774 nach dem Tod von Professor Hanow durch den Magistrat der Stadt dessen Stelle als Professor der Philosophie am akademischen Gymnasium angeboten wurde; gleichzeitig wurde er Aufseher der öffentlichen Ratsbibliothek. Nach dem Tod des Benjamin Groddeck (1723–1776) übernahm er für drei Jahre dessen griechischen und hebräischen Vorlesungen.
Carl Gottlieb Strauß war seit 1774 verheiratet. Die Ehe blieb kinderlos.

## Schriften (Auswahl)
- Abhandlung betreffend die nöthige Behutsamkeit beym Tadel der Libellatiker. Jena Schill 1766.
- De commodis et incommodis quae in societatibus ex singularitatis studio oriuntur. Jenae: Strauss, 1766.